# Lars Lunell
Lars Lunell, född den 30 mars 1858 i Malung, död den 29 juli 1935 i Leksand, var en svensk folkskollärare och författare.

## Biografi
Lunell avlade folkskollärarexamen 1882 och tjänstgjorde som lärare i Gagnef 1882–1921. Parallellt med läraryrket medverkade han i pressen och skrev flera hembygdsskildringar.
Han fick särskild ryktbarhet för den dikt han skrev under seminarietiden i Karlstad, nämligen Vid Mississippi, tonsatt som Vid Siljan är mitt hem. Den sången spreds bland de invandrade svenskarna i Nordamerika.  